# Wągrowiec
Wągrowiec este un oraș în Polonia.

## Personalități născute aici
- Jakub Wujek (1541 - 1597), profesor, rector al Colegiului iezuit din Cluj.